# Mirenga
Mirenga är ett vattendrag i Burundi. Det ligger i den nordvästra delen av landet, 40 kilometer nordost om huvudstaden Bujumbura.
Omgivningarna runt Mirenga är en mosaik av jordbruksmark och naturlig växtlighet. Runt Mirenga är det tätbefolkat, med 297 invånare per kvadratkilometer.